# Oryxen
De oryxen of spiesbokken (Oryx) zijn een geslacht van woestijnbewonende antilopen uit Afrika en Arabië. Ze behoren tot de onderfamilie van de paardantilopen (Hippotraginae).

## Kenmerken
Oryxen zijn te herkennen aan de lange, dunne rechte hoorns, de vrij korte manen, de bult op de schouder en grote hoeven. De dunne vacht is wit van kleur met zwarte, grijze en/of bruine markeringen.  Beide geslachten dragen hoorns. Ze hebben een schouderhoogte van 81 tot 120 centimeter en een lichaamsgewicht van 65 tot 200 kilogram. De hoorns worden 38 tot 127 centimeter lang.
De geslachtsnaam Oryx is waarschijnlijk ontleend aan Herodotus, die een antilope uit Libië met de naam "Orys" beschrijft. Deze naam lijkt afgeleid van het werkwoord "oryssoo"of "oryttoo" dat graven betekent. De Arabische Oryx graaft kuilen in het zand om koeler te kunnen rusten. De Libische "Orys"van Herodotus was mogelijk de Algazel, maar de Addax uit hetzelfde gebied zou ook in aanmerking kunnen komen.

## Fabels
Waarnemingen van oryxen liggen waarschijnlijk aan de oorsprong van de eenhoorn. 
De vertalers van de Septuagint kozen voor het Hebreeuwse woord "Reem" de Griekse vertaling "Monokeroos" ofwel Eenhoorn, mogelijk omdat in Psalm 22:21 het woord "karen = hoorn" in enkelvoud gebruikt is, in relatie met "Remim" in meervoud. In Israël is "Reem" de  gangbare naam voor het geslacht Oryx, "Reem laban" is de Arabische Oryx of Witte Oryx, "Reem Sahara" is de Algazel. In het Arabisch luidt een naam voor de Witte Oryx "Rim" of "Ri'im", de Arabische Bijbelvertaling is de enige die de Middeleeuwse vertaling van "Reem" correct verbeterd heeft, alle andere vertalers kozen voor Eenhoorns, Neushoorns of rundersoorten.

## Aanpassing
Oryxen zijn goed aangepast aan het leven in de woestijn. Ze kunnen langere tijd zonder water en ze kunnen hoge stijgingen in de lichaamstemperatuur aan. Op het heetst van de dag zoeken de dieren verkoeling in de schaarse schaduw.

## Soorten
Er zijn vier soorten. Twee soorten, de algazel uit Noord-Afrika en de Arabische oryx, zijn ernstig bedreigd en in het wild zo goed als uitgestorven. De derde soort, de gemsbok, is daarentegen zeer algemeen en komt voor in een groot gedeelte van zuidelijk Afrika. De beisa komt voor in Oost-Afrika.
- Geslacht Oryx (Oryxen)
  - Oryx beisa – Beisa
  - Oryx dammah – Algazel
  - Oryx gazella – Gemsbok
  - Oryx leucoryx – Arabische oryx